# Vid Belec
Vid Belec, slovenski nogometaš, * 6. junij 1990, Maribor.
Belec je poleti leta 2007 iz NK Maribora skupaj z Renejem Krhinom prestopil v italijanski F.C. Internazionale Milano, kjer je do leta 2009 treniral z mladinsko vrsto, prvič pa je za prvo enajsterico nastopil na pripravljalni tekmi za sezono 2009/10 julija 2009 proti angleškemu klubu Chelsea F.C. Na tekmi je prejel dva gola, od tega enega iz enajstmetrovke.
Za slovensko nogometno reprezentanco do 19 let je leta 2009 nastopil na Evropskem prvenstvu do 19 let.